# 왕륜면
왕륜면은 의왕시 서남부(남부) 지역 (반월면 편입지구 제외)의 1914년 이전 행정구역이다. 이 지역은 1577년부터 1914년까지 경기도 광주군 왕륜면이었으며, 1914년에 의곡면과 통합하여 의왕면이 되었다.
의왕시는 모락산을 경계로 2개 지역으로 나뉘는데, 옛 왕륜면과 반월면 편입지구가 남부(서남부)를, 옛 의곡면(옛 의왕읍 동부출장소)가 북부(북동부)를 이룬다.